# Gangesdelta

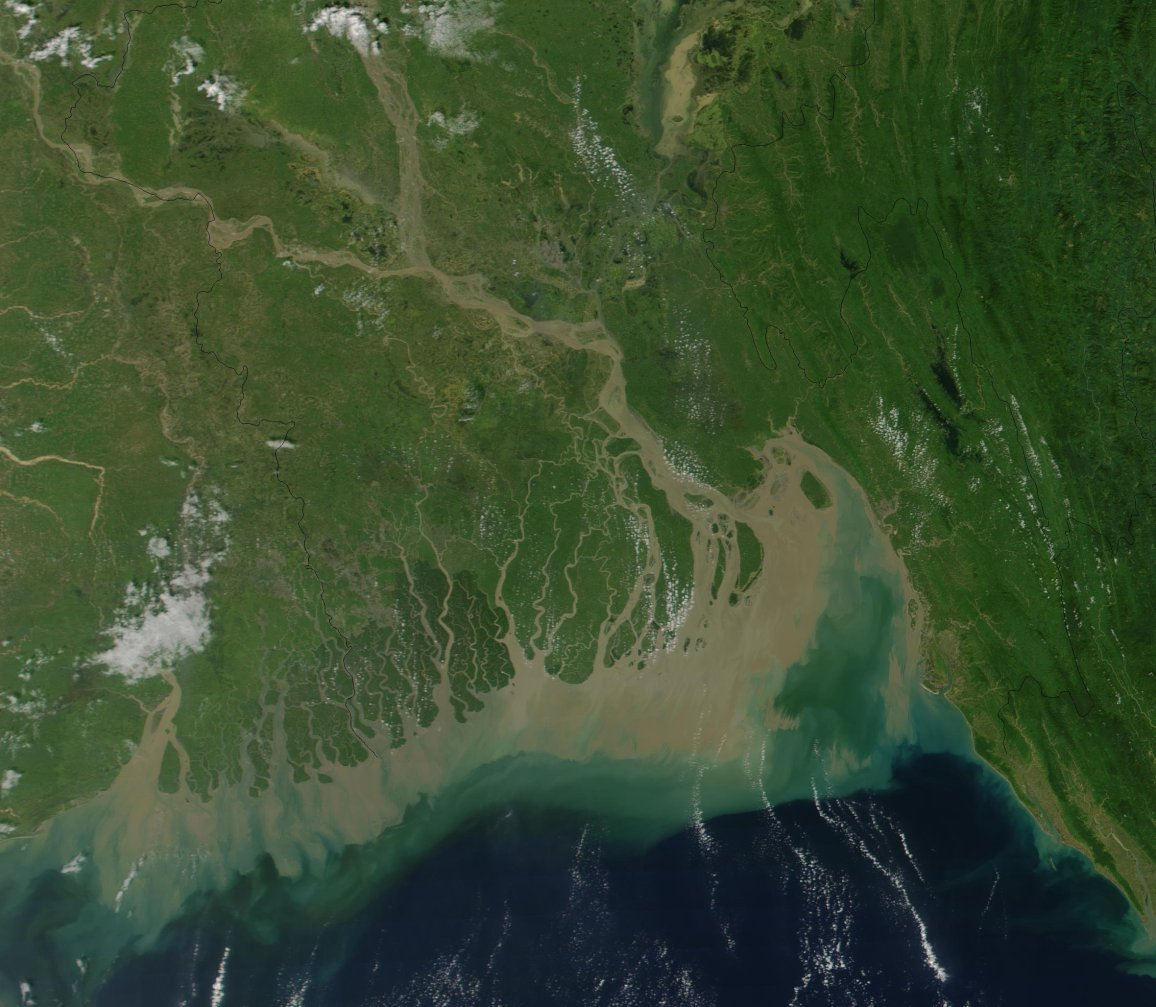

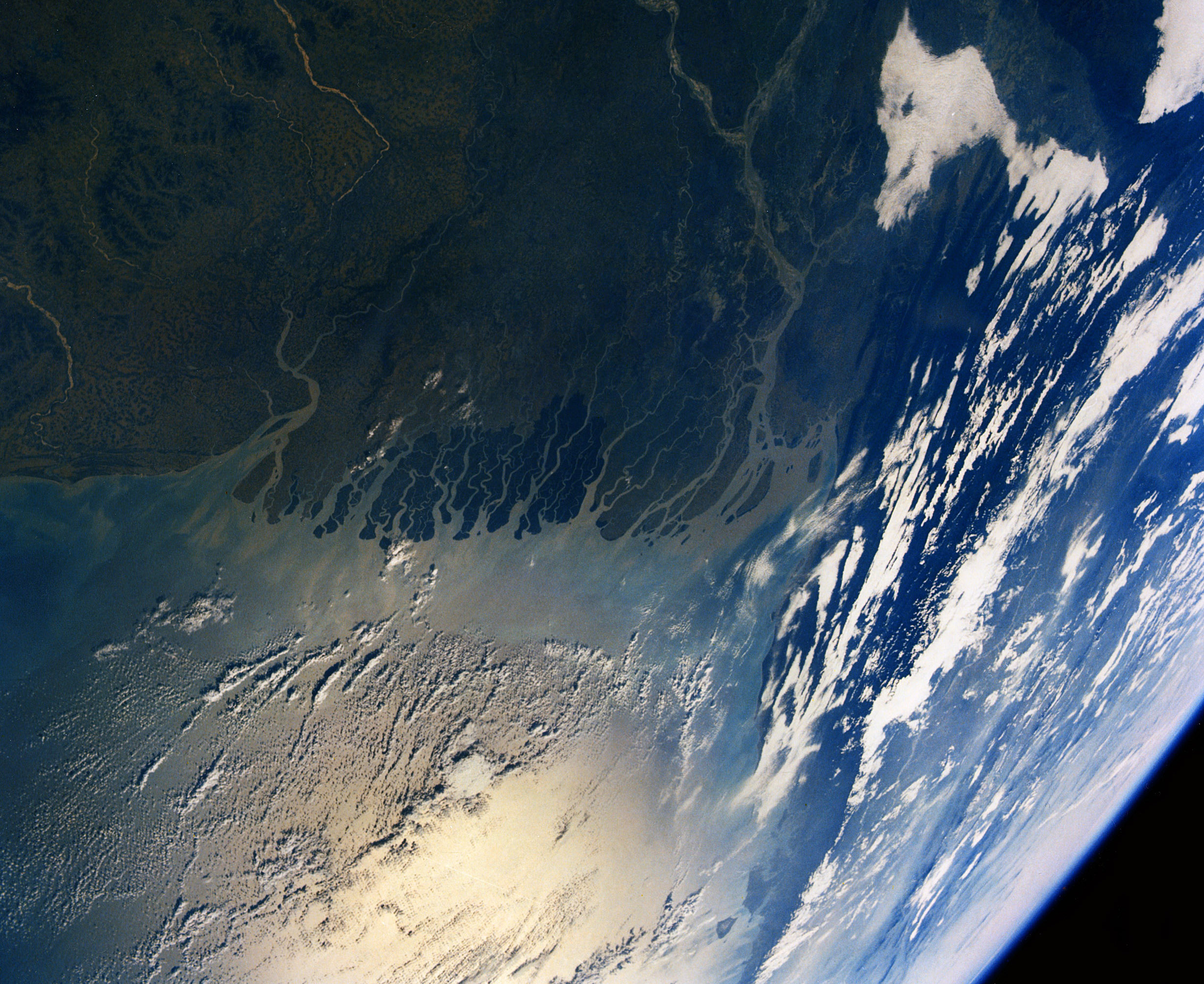
De delta, gefotografeerd vanuit de ruimte door de STS-27

De Gangesdelta (ook Ganges–Brahmaputradelta of Bengalladelta genoemd) is een rivierdelta in de Zuid-Aziatische regio Bengalen. Onder meer de Brahmaputra en de Ganges monden uit in de delta, die bestaat uit meer dan 260 rivieren. De Gangesdelta is de grootste delta ter wereld met een oppervlakte groter dan 105.000 km². Tevens is het een van de meest vruchtbare regio's van de wereld, waardoor het gebied ook de "groene delta" wordt genoemd. De delta strekt zich uit van de Hooghly in het westen tot aan de Meghna in het oosten. Langs de mondingen van de Ganges in de Golf van Bengalen, de grootste baai ter wereld, ligt het moerasgebied van de Sundarbans, met het grootste mangrovebos ter wereld. De delta ligt op het grondgebied van Bangladesh en de Indiase deelstaat West-Bengalen. Er wonen tussen de 125 en 143 miljoen mensen in het gebied. Een groot gedeelte van de delta heeft een bevolkingsdichtheid van meer dan 200 personen per km², wat het een van de meest dichtbevolkte gebieden in de wereld maakt. Twee derde van de bevolking werkt in de landbouw, waar gewassen als jute, rijst en thee worden verbouwd.
Het gebied is gevoelig voor zeespiegelstijging. Door bodemdaling en klimaatverandering kunnen overstromingen steeds vaker voorkomen, met als gevolg dat miljoenen mensen in Bangladesh hun huis kwijt kunnen raken.

## Geografie
De Gangesdelta heeft de vorm van een boog. Hij beslaat een oppervlakte van meer dan 105.000 km² en hoewel hij voornamelijk in Bangladesh en India is gelegen, stromen ook rivieren uit Bhutan, China en Nepal het gebied binnen vanuit het noorden. Ongeveer een derde van de rivierdelta ligt in Bangladesh. Een groot deel van de delta bestaat uit alluviale bodems, ontstaan door fijn sediment dat naar de bodem zakt wanneer de sterkte van een rivierstroming afzwakt in het estuarium. De bodem bevat grote hoeveelheden mineralen en nutriënten, wat voordelig is voor de lokale landbouw. De Gangesdelta kan in twee delen worden verdeeld: actief (oosten) en minder actief (westen).
Enkele grote rivieren vinden hun weg door de delta, waaronder de Padma en de Yamuna, welke zich samenvoegen met de Meghna alvorens uit te monden in de zee.

## Klimaat
De Delta heeft een tropisch klimaat. De gemiddelde jaarneerslag varieert tussen de 1500 en 2000 mm in het westelijke gedeelte en 2000 en 3000 mm in het oosten. In november 1970 richtte de tropische cycloon Bhola veel schade aan in het gebied. 300.000 tot 500.000 mensen overleden door de storm en de daarop volgende overstromingen in het deltagebied. Het was de dodelijkste cycloon die ooit is vastgelegd. In 1991 werd de Gangesdelta wederom op grootschalige wijze getroffen door een cycloon en overstromingen, waarbij ruim 138.000 mensen overleden.

## Flora en fauna
De Gangesdelta kent drie verschillende ecoregio's. Het gebied telt veel rivieren, moerassen en meren. Natte gebieden staan vol met lange grassoorten. In de moerasbossen van de Sundarbans, dicht bij de Golf van Bengalen gelegen, staat brak water tijdens het droge seizoen en zoet water tijdens de moesson. In het gebied waar de delta bij de Golf komt beslaat de mangrove van de Sundarbans ruim 20.400 km².
In de delta komen onder meer de tijgerpython (Python molurus), nevelpanter (Neofelis nebulosa), de Indische olifant (Elephas maximus indicus) en krokodillen voor. Er leven nog ongeveer duizend Bengaalse tijgers (Panthera tigris tigris) in het gebied. In het zuidelijke gebied van de delta komen ongeveer 30.000 axisherten voor. Het gebied telt een groot aantal soorten vogels, waaronder de specht, ijsvogel, arend, treurmaina (Acridotheres tristis), moerasfrankolijn (Francolinus gularis) en de dayallijster (Copsychus saularis). In de rivieren komen twee soorten dolfijnen voor, de Irrawaddydolfijn, die via de Golf van Bengalen de delta binnen gaat, en de gangesdolfijn. De gangesdolfijn is een zeer zeldzame soort die met uitsterven is bedreigd. Alleen in het lage gebied van de Sangu en in de Gangesdelta komen noemenswaardige populaties voor.
Nypa fruticans, Heritiera fomes en bamboe (Bambuseae) zijn veelvoorkomende plantensoorten in het deltagebied.